# West Caister
Pour l’article homonyme, voir Caister-on-Sea.
West Caister est un village  et une paroisse civile du Norfolk, en Angleterre. Il est situé à l'intérieur des terres, à environ 2 km de la station balnéaire de Caister-on-Sea et à 4 km au nord de la ville de Great Yarmouth.
La paroisse civile a une superficie de 6,85 km2 et comptait 195 habitants pour 83 ménages lors du recensement de 2001 (en). Au recensement de 2011 (en), la population était passée à 175 habitants pour 72 ménages. Pour les besoins de l'administration locale, la paroisse fait partie du district de Great Yarmouth.
À West Caister se trouve le château de Caister, un château entouré de douves datant du XVe siècle, construit par Sir John Fastolf, qui a inspiré le personnage de Falstaff de William Shakespeare.